# Bernard Challandes
Bernard Challandes (Le Locle, 28 de julho de 1951), é um treinador de futebol e ex-futebolista suíço. Atualmente é o técnico da Seleção do Kosovo, em paralelo com a função de olheiro no Basel.

## Carreira
Como jogador, defendeu equipes de pouca expressão - Le Locle, Urania Genève Sport, Superga, Boudry e Saint-Imier, onde iniciou, ainda quando atuava, a carreira de técnico em 1978.
Já aposentado, comandou Le Locle, La Chaux-de-Fonds, Servette, Young Boys, Sion, Thunentre outras. Seu trabalho mais conhecido em clubes foi no Zürich, entre 2007 e 2010, além de trabalhar nas equipes de base da Seleção Suíça. Desde 2015, Challandes exerce o cargo de olheiro no Basel.
Em 2018, 3 anos após deixar o comando da Armênia, foi contratado para substituir Albert Bunjaki na Seleção Kosovar.